# Frédéric Brillant
Frédéric Brillant (Sedan, 26 giugno 1985) è un allenatore di calcio ed ex calciatore francese, di ruolo difensore.